# Емир Драгуљ
Емир Драгуљ (Мравињац, 2. фебруар 1939 — Београд, 23. мај 2002) био је српски графичар.

## Биографија
Рођен је 1939. године у Мравињцу у општини Горажде. Гимназију је завршио у Сарајеву. Дипломирао је сликарство на Факултету ликовних уметности Универзитета уметности у Београду 1963. у класи професора Мила Милуновића и завршио је специјални течај за графику 1966. у класи професора Бошка Карановића. Као редовни професор је радио на Одсеку за графику Факултета ликовних уметности Универзитета уметности у Београду. Боравио је у Бриселу на Високој националној школи „Ла Камбр” 1966—1967. у графичком атељеу код професора Гистава Маршула. Излагао је од 1963. године, самостално је излагао у Сарајеву 1964, Београду 1965. и 1967. и Бриселу 1967. Учествовао је на Октобарском салону 1963, групним изложбама Удружења ликовних уметника Србије од 1964, Галерије „Графички колектив”, изложби „Југословенска графика у Загребу” 1964. и 1966, Трећем тријеналу југословенске уметности у Београду 1967, изложби „Савремена југословенска графика у Куби” и у неким земљама Латинске Америке, изложби „Графика београдског круга у Аустралији”, изложби „Интерграфик 67” у Берлину, изложби групе „Кап Данкр” у Брислу 1967, Четрдесетом салону у Шарлеруа 1967. и другим. Добитник је награде Златне игле УЛУС-а 1966. године, Октобарског салона, Галерије „Графички колектив” и других. Преминуо је 23. маја 2002. у Београду, сахрањен је у Алеји заслужних грађана на Новом гробљу.